# Hradenín
Hradenín je vesnice, místní část městyse Plaňany v okrese Kolín ve Středočeském kraji. Leží asi dvanáct kilometrů západně od města Kolín. Hradenín je také název katastrálního území o rozloze 1,61 km².

## Historie
První písemná zmínka o vesnici pochází z roku 1265, kdy v ní měl majetek zeman Předota z Hradenína, za něhož vznikla první tvrz na nevysoké skalnaté terase nad potokem Blinka. Místo však bylo osídleno již v období bylanské kultury, tedy v 8. století př. n. l.

## Archeologické lokality

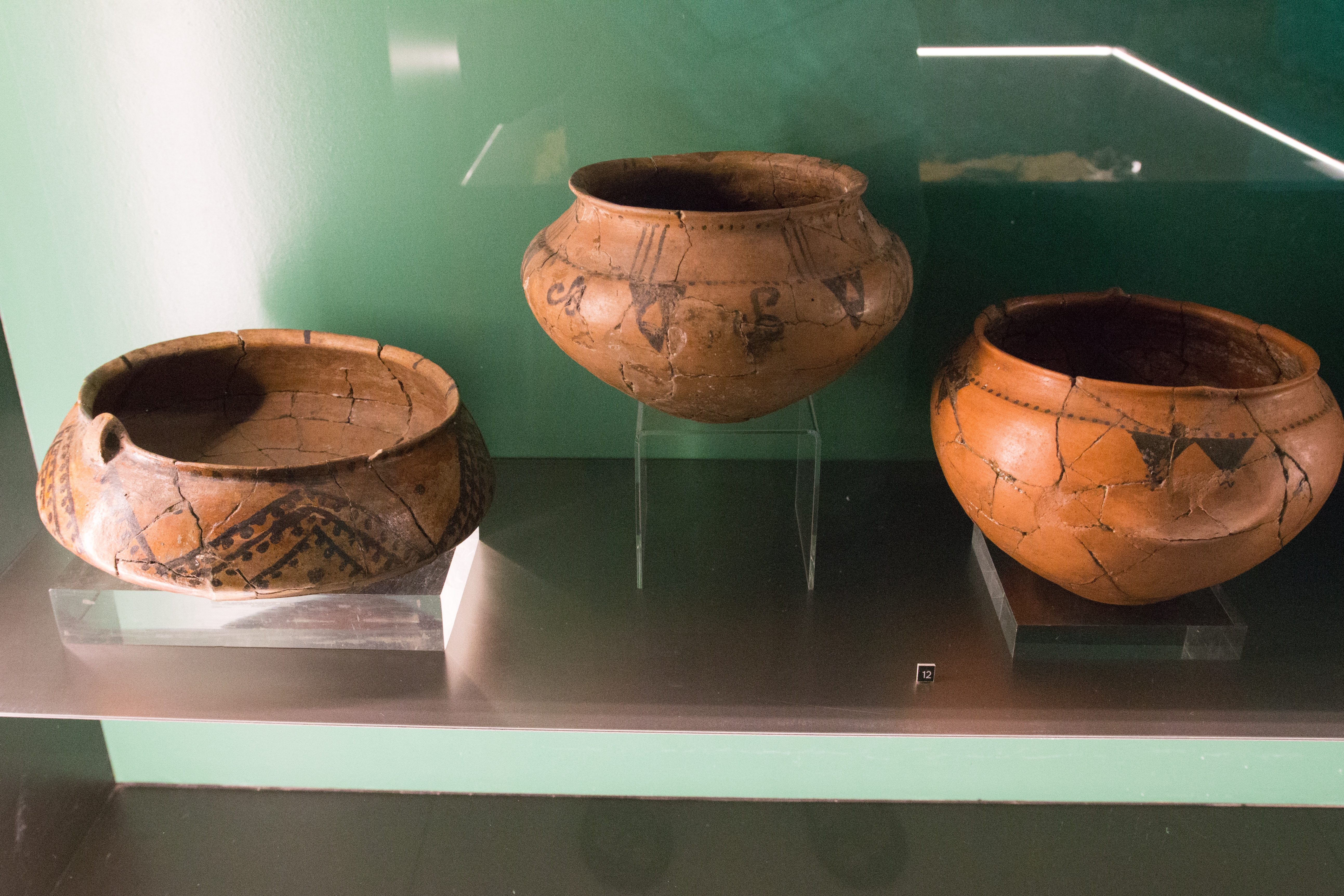
Malovaná keramika z doby halštatské nalezena v Hradeníně

Pohřebiště z doby halštatskéHalštatské birituální pohřebiště (spojující oba hlavní pohřební způsoby: kostrový i žárový), které v letech 1924–1930 odkryl František Dvořák, obsahovalo celkem 64 hroby, které byly vyrovnány v řadách od severozápadu k jihovýchodu. Žárové hroby byly většinou chudé a bez výbavy, zato kostrové pohřby byly ve velkých pohřebních komorách (o rozměrech až 5,3 × 3,8 × 1,8 m) s bohatou výbavou nádob, železných a bronzových součástí koňských postrojů a bronzových šperků. Nad komorami byly zřejmě navršeny mohyly. Tři kostrové hroby (označované jako č. 24, 28 a 44) patřily velmožům a jsou také nazývány knížecí. Komory těchto hrobů byly obloženy dřevem, upevněny v rozích kůly a vybaveny značným množstvím nádob a šperků, včetně čtvrtky rituálně zabitého vepře i s dýkou. Těla pohřbených mužů ležela na čtyřkolových vozech, s mečem u pravé ruky, koně se v období bylanské kultury nepochovávali. Nálezy obdivuhodných předmětů bylanské kultury z Hradenína udivily v době svého nálezu odbornou veřejnost svým neobyčejným bohatstvím. Pohřebiště leží 250–400 metrů severovýchodně od obce v poloze Na Malých familiích.
Keltské sídlištěKeltské sídliště z 6.–5. století př. n. l. bylo odkryto na severovýchodním konci obce v poloze Nad mlýnem v roce 1976 při hloubení základů bytovek, během výstavby kravína v letech 1978–1979 byl odkryt hrob s železnou sponou z 3. století př. n. l. a kostrou asi třicetiletého muže. Tyto nálezy jsou uloženy v muzeu v Kolíně.
Germánské pohřebištěGermánské pohřebiště z doby stěhování národů (1. století př. n. l. – 1. století n. l.) bylo odkryto během výstavby kravína v letech 1978–1979. Mezi nálezy vyniká kostra dívky staré 10–12 let, která byla uložena na zádech ve směru západ–východ, a v jejímž hrobě byla nalezena železná ozdoba, jantarový korál, provrtaný medvědí zub, kroužek a železný nůž. Na kostře mladé ženy, která zemřela ve věku asi 20 let, byly antropologickým výzkumem prokázáno, že měla za života velmi dobré životní podmínky a že nemusela vykazovat fyzickou aktivitu; jedná se zřejmě o kostru příslušnice vyšší společenské vrstvy. Mezi milodary byl plochý bronzový kruh, jantarový korál, železná přezka a průvlečka.

## Obyvatelstvo
| Rok            | 1869 | 1880 | 1890 | 1900 | 1910 | 1921 | 1930 | 1950 | 1961 | 1970 | 1980 | 1991 | 2001 | 2011 | 2021 |
| -------------- | ---- | ---- | ---- | ---- | ---- | ---- | ---- | ---- | ---- | ---- | ---- | ---- | ---- | ---- | ---- |
| Počet obyvatel | 376  | 364  | 376  | 366  | 348  | 302  | 258  | 202  | 170  | 140  | 88   | 59   | 64   | 79   | 90   |
| Počet domů     | 55   | 61   | 61   | 63   | 67   | 66   | 67   | 67   | 56   | 49   | 37   | 49   | 51   | 53   | 58   |

## Obecní správa
Při sčítání lidu v letech 1850–1899 Hradenín byl osadou obce Poboří v okrese Kolín. V letech 1900–1963 byl samostatnou obcí v okrese Kolín. Od roku 1964 je částí městyse Plaňany v okrese Kolín.

## Pamětihodnosti
- Gotická tvrz z konce 14. století
- Výklenková kaplička na sevevozápadním okraji obce[8]
- Zvonička na návsi před tvrzí[9]
- Pomník padlým na návsi před tvrzí (původně byl na oploceném místě společně se zvoničkou)

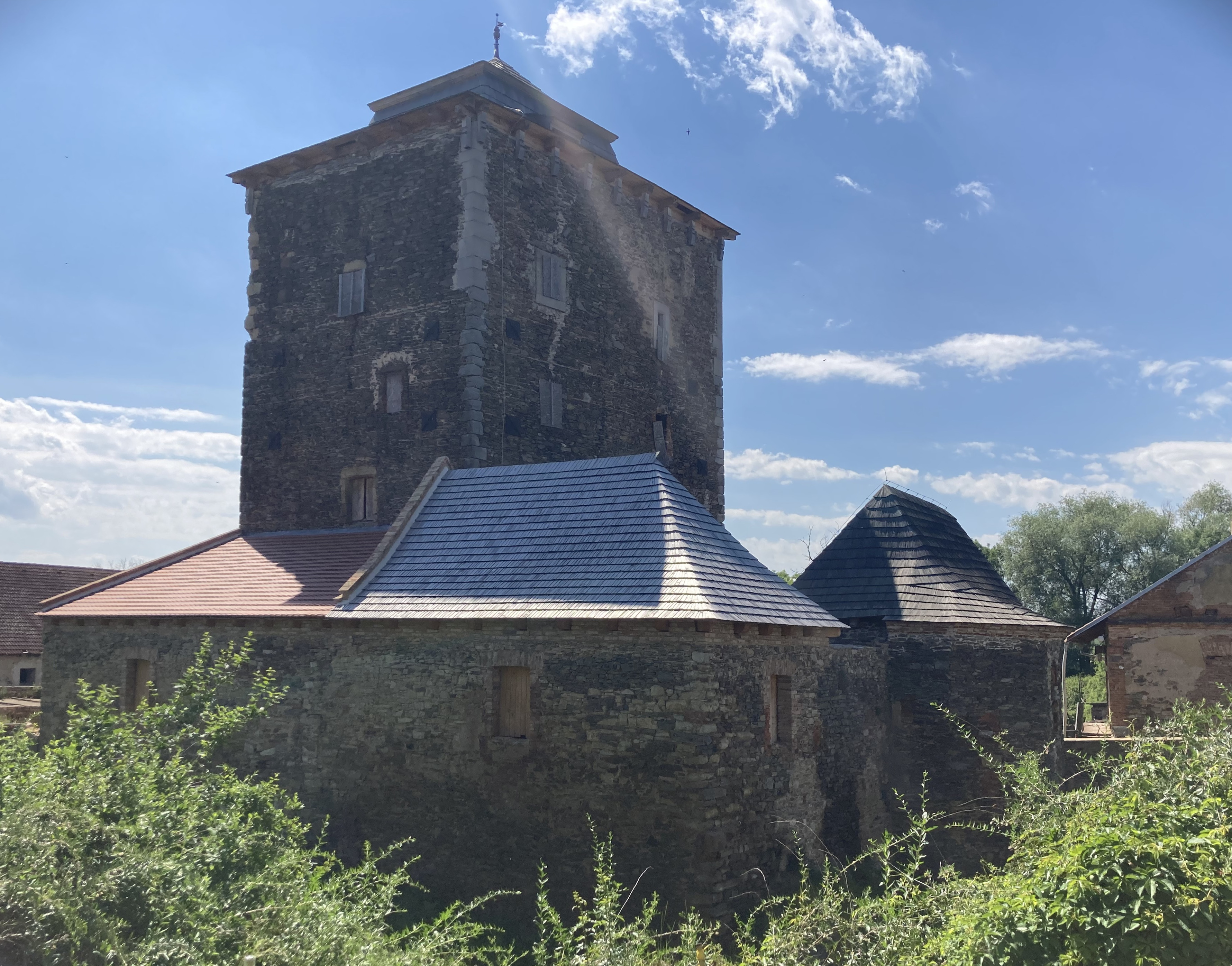
Gotická tvrz
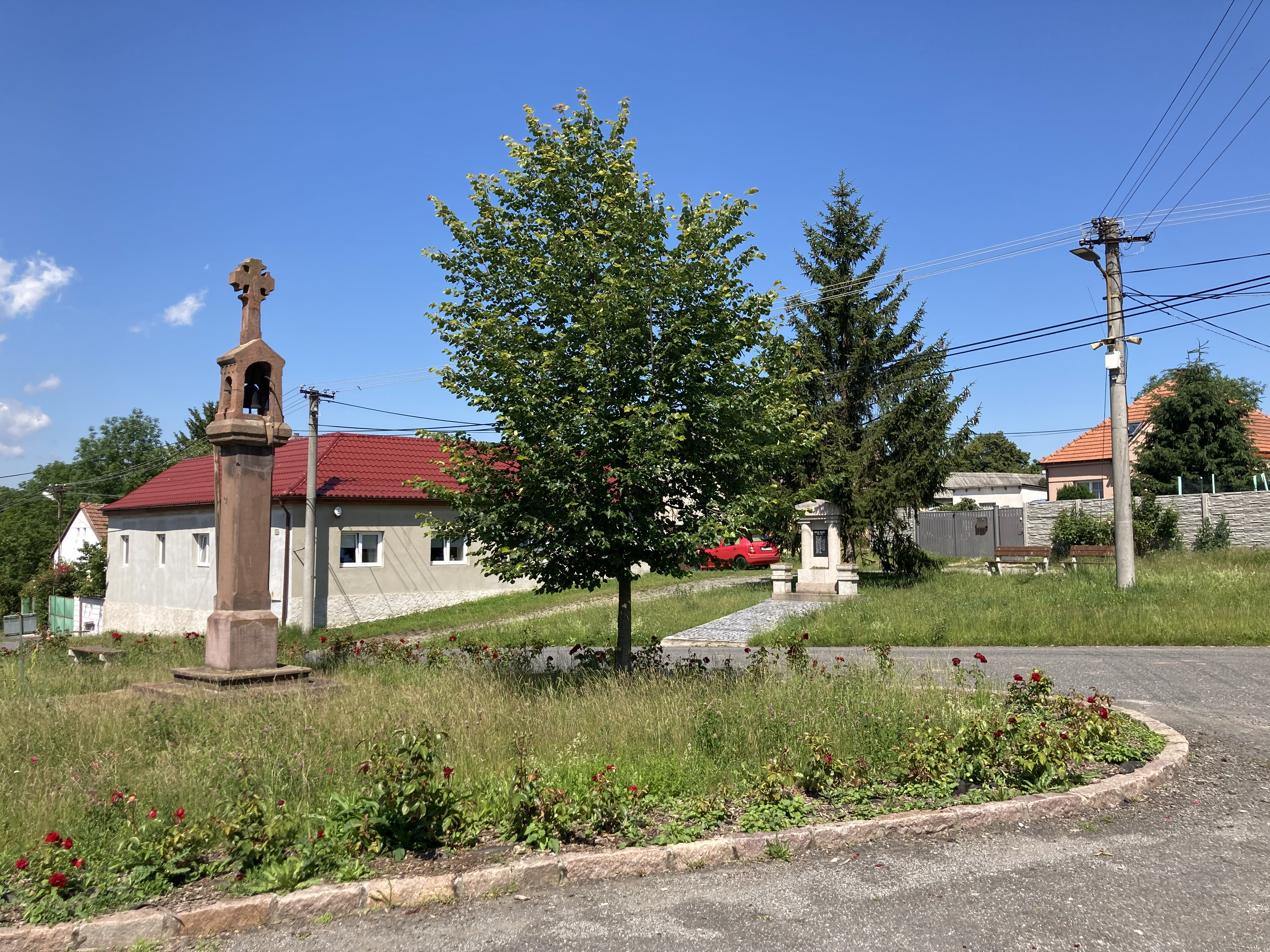
Hradenínská náves s kapličkou a pomníkem
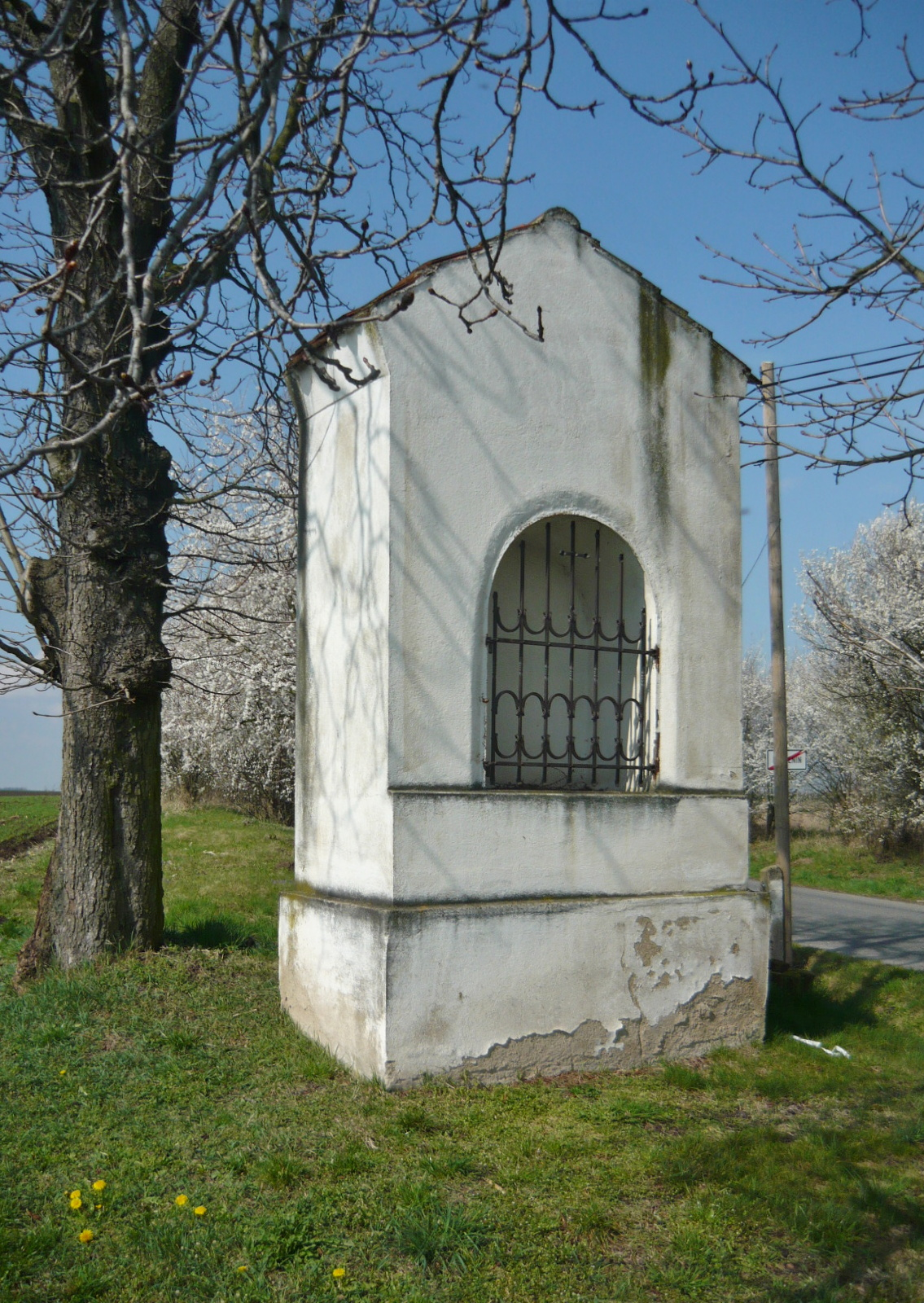
Výklenková kaplička